# Rolf Furrer
Rolf Furrer (* 4. August 1966) ist ein ehemaliger Schweizer Bahnradsportler.
Dreimal – 1990, 1992 und 1993 – wurde Rolf Furrer Schweizer Meister im Sprint. 1989 wurde er Vize-Meister im Zeitfahren. 1992 startete er in seiner Spezialdisziplin bei den Olympischen Sommerspielen in Barcelona, konnte sich jedoch nicht platzieren.